# Anomoia apicalis
Anomoia apicalis är en tvåvingeart som beskrevs av Ito 1984. Anomoia apicalis ingår i släktet Anomoia och familjen borrflugor. Inga underarter finns listade i Catalogue of Life.